# Gymnasium Landschulheim Marquartstein
Das Gymnasium Landschulheim Marquartstein (zuvor Staatliches Landschulheim Marquartstein, gemeinhin abgekürzt mit LSH) ist ein staatliches, naturwissenschaftlich-technologisches und sprachliches Gymnasium mit angeschlossenem Internat in Marquartstein im Chiemgau. Seine Wurzeln reichen zurück in das Jahr 1928, als sich der Reformpädagoge Hermann Harless entschloss, auf Burg Marquartstein ein Landerziehungsheim aufzubauen. Die daraus entstandene Schule und das angeschlossene Internat waren auf der Burg untergebracht, bevor 1958 das neue Schloss Marquartstein unweit der Burg am Fuße des Hochgern bezogen werden konnte. Im Schuljahr 2023/24 besuchten 645 Schüler das Gymnasium.

## Geschichte
Im Jahre 1926 gründete Emil Endemann, der ursprünglich Lehrer am Pädagogium Godesberg und von 1908 bis 1911 der erste Schulleiter des Nordsee-Pädagogiums in Wyk auf Föhr gewesen war, auf Burg Marquartstein ein Schulheim. Zwei Jahre später musste er sich aus gesundheitlichen Gründen von diesem Vorhaben zurückziehen, wovon einer seiner Nachfolger am Nordsee-Pädagogium, Hermann Harless, erfuhr.
Harless war von den Eigentümern des Pädagogiums gekündigt worden und strebte eigentlich eine Schulneugründung in Heiligendamm an. Dank des günstigen Angebots entschied er sich aber für Marquartstein. Anfang Oktober 1928 zog Harless mit etwa 6 Lehrkräften und 16 Schülern (darunter vier eigenen Kindern) von Wyk nach Marquartstein und eröffnete dort am 13. und 14. Oktober sein Landschulheim. Einer dieser 16 Schüler war Dietrich Hans Borchardt, der später ein bekannter Bibliothekar in Australien wurde.
Aufgrund der stark gestiegenen Schülerzahlen konnte Harless 1940 an dem privaten Gymnasium Abiturprüfungen abhalten. Er blieb bis zur Verstaatlichung am 1. Mai 1943 Direktor des Landschulheims.
Der gemeinsame Unterricht von Jungen und Mädchen (Koedukation) und auch die Internatseinrichtungen für beide Geschlechter blieben aber bestehen; erst ein harsches Eingreifen des Bayerischen Kultusministeriums im April 1949 verbannte Mädchen aus dem Internat. Nach starkem Rückgang der Schülerzahl wurde das Internat für Mädchen 1989 wieder geöffnet.
1958 wurden die Räumlichkeiten des Landschulheims Marquartstein in das Neue Schloss Marquartstein unweit der Burg verlegt. Nach und nach wurden neue Nebengebäude – darunter Turnhallen und Internatsgebäude – hinzugefügt, die das Landschulheim bis heute beheimaten. Teile der Innenaufnahmen für den Film Das fliegende Klassenzimmer (1954) wurden im Treppenhaus des Schlosses gedreht.
Die Schule war von 1971 an eine der ersten 40 Versuchsschulen für die Einführung der Kollegstufe in Bayern.
2021 wurde der Name von Staatliches Landschulheim Marquartstein in Gymnasium Landschulheim Marquartstein geändert.

## Heutiger Stand
Im Jahr 2021 erstreckt sich das Landschulheim Marquartstein über mehrere Gebäude, deren Zentrum das Neue Schloss bildet. Zu den Einrichtungen gehören die Internatsgebäude mit Speisesaal, eine Gärtnerei, eine Töpferwerkstatt, die schuleigene Schreinerwerkstatt, sowie eine Turnhalle und diverse Sportanlagen im Freien. Am Ort des ehemaligen Biotops, zwischen dem hangabwärts gelegenen Lehrerparkplatz und dem Pausenhof, befindet sich eine Turnhalle, die seit dem Schuljahr 2020/2021 die Raumknappheit des Sportunterrichts der Marquartsteiner Schulen entlasten soll. Diese verfügt neben klassischer Ausstattung für Schulsport auch einen Raum mit Fitnessgeräten. Zusammen mit dem Bau der Halle wurde das Areal südlich des Eingangsbereichs der Schule erneuert und um zusätzliche Spiel- und Sitzflächen erweitert.
Die Internatsschüler der Oberstufe haben jeweils eigene Gebäude, die Schöneck-Villa für Jungen und den Berghof für Mädchen.
Das Landschulheim ist Teil des Pilotprojekts „Handwerk am Gymnasium“. Dies ermöglicht Schülern das Absolvieren einer Lehre zum Schreinergesellen neben dem normalen Unterricht, welche zeitgleich mit dem Abitur beendet wird.
Das sogenannte „Skimodell“ bietet für Sportinteressierte die Möglichkeit, einen durch das Kultusministerium unterstützten Weg im Leistungssport einzuschlagen.

## Ehemalige Lehrkräfte

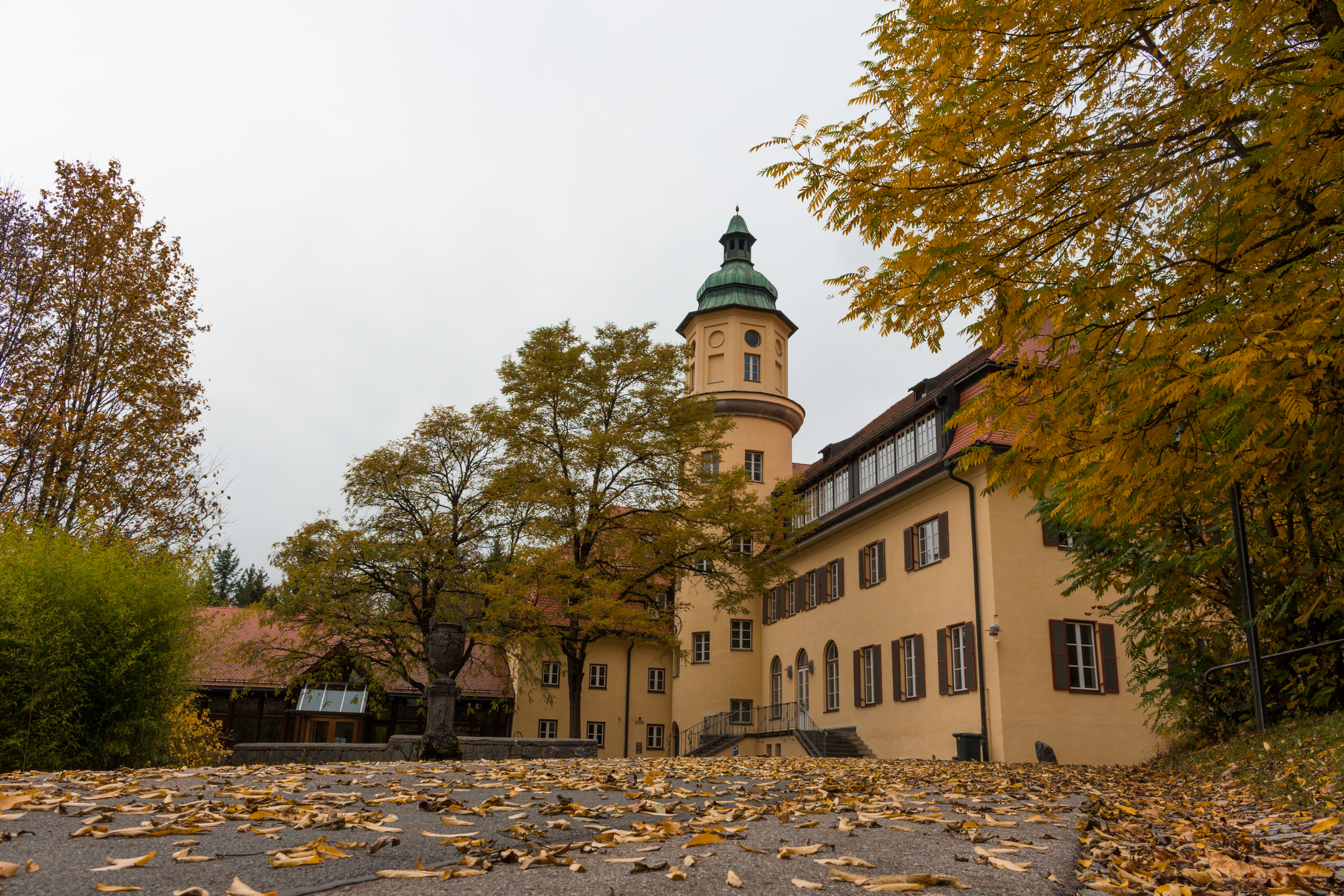
Blick auf das neue Schloss, wo sich unter anderem das Lehrerzimmer und Ausstellungsräume der Schule befinden.

Die Lehrkräfte aus dem Nordsee-Pädagogium und ihre Verweildauer am Landschulheim
- Hans-Jürgen Asmuss (1928–1931)
- Tilly Hermsen (1928–1928)
- Annemarie Stiegler (1928–1929)
- Aenne Ulrich (1928–1934)
- Alvin Wemer Ulrich (1928–1934)
- Kurt Walder (1928–1933)

## Ehemalige Schüler
Die Schülerinnen und Schüler aus dem Nordsee-Pädagogium und ihre Verweildauer am Landschulheim
- Dietrich Hans Borchardt (1928–1931)
- Hans-Christian Callisen (1928–1930)
- Heinz Hagedorn (1928–1930)
- Helrna Hagedorn (1928–1929)
- Ruth Harless (1928–1933)
- Wolfgang Harless (1928–1934)
- Walter Harless (1928–1939)
- Hermann Harless (1928–1941)
- Otto von Hunoltstein (1928–1930) (1. externer Schüler)[9]
- Heinz Joerger (1928–1930)
- Werner Marwitz (1928–1931)
- Herzog Christian-Ludwig von Mecklenburg (1928–1933)
- Hans Schuett (1928–1929)
- Graf Max-Egon von Taufkirchen (1928–1932)
- Rolf-Günther Thomas (1928–1932)
- Rolf Welscher (1928–1929)

Schüler aus späteren Generationen
- Christoph Probst (1919–1943), Mitglied der weißen Rose, 1932 bis 1935
- Friedrich Mayr-Melnhof (1924–2020), österreichischer Politiker (ÖVP) sowie Land- und Forstwirt, 1934 bis 1942
- Lotte Tobisch (1926–2019), österreichische Schauspielerin, 1930er/40er Jahre
- Hermann von Schroedel-Siemau (1931–2007), Schulbuch-Verleger, 1950 Abitur
- Joseph Harnest (1937–1999), Zeichner und Graphiker, bis 1957
- Helmut Peter (* 1948), ehem. österreichischer Politiker, 1958 bis 1964
- Hanns Zischler (* 1947), Schauspieler, Regisseur und Fotograf, bis 1966
- Konrad O. Bernheimer (* 1950), Kunsthändler, 1960er/70er Jahre
- Peter Ramsauer, Abgeordneter im deutschen Bundestag und ehem. Verkehrsminister, bis 1973
- Ilija Trojanow (* 1965), Schriftsteller, 1979 bis 1981
- Winfrid Halder (* 1962), Historiker, Anfang der 1980er Jahre
- Christian Ehler (* 1963), Politiker und Abgeordneter im EU-Parlament bis 1984
- Michael Harnest (1965–2016), Archäologe, bis 1984
- Ariadne von Schirach (* 1978), Schriftstellerin, 1990 bis 1994
- Evi Sachenbacher-Stehle, (* 1980) Olympiasiegerin im Biathlon, 1989 bis 1995
- Ronja von Rönne (* 1992), Autorin und Journalistin, bis 2011